# Álftafjörður (Snæfellsnes)
Pour les articles homonymes, voir Álftafjörður.
Álftafjörður est un fjord d'Islande situé dans la région de Vesturland, sur la partie nord de la péninsule de Snæfellsnes. 